# Ricordo 'e 'nnammurate/Chi sbaglia pava
Ricordo 'e 'nnammurate/Chi sbaglia pava, pubblicato nel 1970, è un singolo del cantante italiano Mario Trevi.

## Storia
Il disco contiene due brani inediti di Mario Trevi. Il brano Ricordo 'e 'nnammurate è presentato al Festival di Napoli 1970 con Nino Fiore.

## Tracce
Lato A
- Ricordo 'e 'nnammurate  (Annona-Campassi)

Lato B
- Chi sbaglia pava (Compostella-Campassi-Giordano)

## Incisioni
Il singolo fu inciso su 45 giri, con marchio King Universal (AFK 56113).
Direzione arrangiamenti: M° Tony Iglio e M° Eduardo Alfieri.